# Pío XII (metrostation)
Pío XII is een metrostation in het stadsdeel Chamartín van de Spaanse hoofdstad Madrid. Het station werd geopend op 30 december 1983 en wordt bediend door lijn 9 van de metro van Madrid.
Het station draagt de naam van paus Pius XII.